# Artist al Poporului din Albania
Artist al Poporului din Albania a fost un titlu onorific pentru decorarea interpreților de artă remarcabili ai poporului  Republicii Socialiste Albania, oameni ale căror merite au fost excepționale în sfera de dezvoltare a spectacolelor de artă (teatru, muzică, cinema și artă).

## Istoric
Acest titlu a fost creat prin lege în 1960 și a fost modificat în 1980. Motivele acordării titlului onorific în Albania erau prevăzute în Legea nr. 3171 din 26 octombrie 1960: 
„Pentru a încuraja creativitatea artiștilor pentru dezvoltarea în continuare a artei noastre prin crearea de opere de înaltă valoare artistică, care reflectă trecutul eroic al poporului nostru, victoriile sale istorice, lucrarea sa glorioasă de construire a socialismului și a ajuta la educarea comunistă a maselor, a creat onorurile în sectorul artelor.”
Titlul nu a mai fost dat în Albania după ce legea a fost modificată în 1996. Echivalentul a devenit titlul „Mare Maestru al Muncii”, care a fost, de asemenea, înlocuit după 2001 cu titlul „Mare Maestru” prin modificarea legii din 1996.
Între beneficiarii titlului se află mulți dintre cei mai apreciați compozitori, dansatori, cântăreți, regizori și actori de film și de teatru.
În mod normal, o persoană era desemnată „Artist al Poporului” după vârsta de 40 de ani, cu excepția făcută pentru artiștii de balet. 

## Teatru și cinematografie

### Actori
- Dhimitër Orgocka
- Kadri Roshi
- Margarita Xhepa
- Marie Logoreci
- Melpomeni Çobani
- Naim Frashëri
- Pjetër Gjoka
- Robert Ndrenika
- Sandër Prosi
- Skënder Sallaku
- Sulejman Pitarka — actor și regizor
- Tinka Kurti
- Violeta Manushi
- Vangjush Furxhi — actor și regizor

### Cineaști
- Dhimitër Anagnosti
- Kristaq Dhamo
- Kujtim Çashku
- Xhanfize Keko

## Muzică

### Cântăreți
- Avni Mula
- Ibrahim Tukiqi
- Inva Mula
- Marie Kraja
- Mentor Xhemali
- Vaçe Zela

### Regizori muzicali și compozitori
- Mustafa Krantja, compozitor de muzică clasică
- Nikolla Zoraqi, compozitor

## Arte figurative
- Abdurrahim Buza
- Sadik Kaceli
- Odhise Paskali
- Vangjush Mio
- Agim Zajmi